# Jack Cade

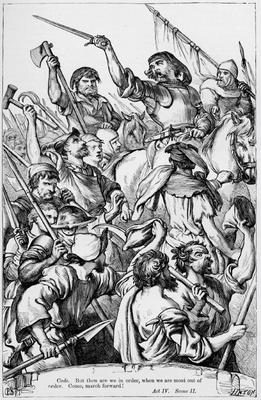
Darstellung der Revolte aus dem Jahre 1830

Jack Cade (Alias) John Mortimer; († 12. Juli 1450 bei Heathfield, East Sussex) war ein englischer Rebell, der den Sturz von König Heinrich VI. anstrebte. Er führte eine Armee gegen London. Nach der Einnahme und Plünderung Londons wurden die Rebellen in einer Schlacht an der London Bridge geschlagen und zerstreut.

## Leben
Cades genaue Herkunft ist unbekannt. Einige Quellen geben an, dass er irischer Abstammung war, doch in Sussex aufwuchs. Sein Beruf ist ebenso strittig. Manche Quellen geben an, er sei Arzt gewesen, laut anderen soll er Soldat gewesen sein, der in Frankreich gekämpft hatte. In Sussex soll er 1449 eine schwangere Frau ermordet haben. Er flüchtete daraufhin nach Frankreich, kehrte jedoch bald nach England zurück und lebte in Kent unter falschem Namen.
Angeblich soll er mit Richard Plantagenet, 3. Duke of York, verwandt gewesen sein. Diese Annahme beruht darauf, dass er den Namen John Mortimer als Alias verwendete. Durch die Verwendung des mütterlichen Familiennamens des Duke of York gibt Cade seine Zustimmung zu den Ansprüchen, die York auf dem englischen Thron gehabt haben könnte.
Im Frühjahr 1450 protestierten die Bewohner von Kent gegen den ihrer Meinung nach unfähigen Herrscher, unfaire Steuern, Korruption und die schädlichen wirtschaftlichen Auswirkungen nach dem endgültigen Verlust von Frankreich. Cade verfasste ein Manifest, die „Beschwerde der armen Untertanen in Kent“ (The Complaint of the Poor Commons of Kent). Darin aufgeführt waren nicht nur die Beschwerden der einfachen Leute, sondern auch von mehreren Parlamentsmitgliedern, Lords und Magnaten.

## Rebellion
Anfang Juni 1450 versammelten sich rund 20.000 Rebellen in Blackheath südöstlich von London. Die Rebellenarmee bestand überwiegend aus Bauern. Zu ihnen gesellten sich auch Ladenbesitzer, Handwerker, eine stattliche Anzahl Soldaten und Seeleute (vom Krieg gegen Frankreich über Kent heimgekehrt) sowie einige Grundbesitzer. Als der König in Warwickshire Zuflucht suchte, zogen die Rebellen nach Southwark, wo sie ihr Lager aufschlugen. Am 3. Juli überquerten sie die London Bridge; Lord High Treasurer James Fiennes, 1. Baron Saye and Sele und weitere Vertraute des Königs wurden gefangen genommen und geköpft. Viele der Rebellen, darunter auch Cade, plünderten daraufhin die Stadt, obwohl sie vorher mehrmals versprochen hatten, dies nicht zu tun.
Als die Rebellen vor Einbruch der Dunkelheit wieder über die Brücke nach Southwark zogen, trafen die Stadtbehörden Vorbereitungen, um sie am erneuten Eindringen zu hindern. Am darauf folgenden Tag, etwa zehn Uhr abends, wurden die Rebellen auf der Brücke von den städtischen Milizen aufgehalten. Die Schlacht auf der Brücke dauerte bis etwa acht Uhr morgens, und die Rebellen mussten sich unter hohen Verlusten zurückziehen.
Nach der Schlacht führte Erzbischof John Kemp, der Lordkanzler, Verhandlungen mit dem Rebellenführer. Er brachte Cade dazu, seine Anhänger nach Hause zu schicken, indem er offizielle Begnadigungsschreiben ausstellte und versprach, die im Manifest aufgestellten Forderungen zu erfüllen. Doch eine Woche später – die Rebellenarmee hatte sich in der Zwischenzeit aufgelöst – erfuhr Cade, dass die Regierung ihn als Verräter betrachtete und auf ihn ein Kopfgeld ausgesetzt hatte. Cade flüchtete, geriet jedoch wenig später in einen Hinterhalt und wurde getötet. Seine Leiche wurde nach London geschafft und dort gevierteilt, woraufhin man die einzelnen Teile in verschiedenen Städten zur Schau stellte. Sein Kopf wurde auf der London Bridge auf einen Pfahl aufgespießt. Obwohl die Rebellen begnadigt worden waren, wurden 34 von ihnen nach Cades Tod ebenfalls hingerichtet.

## Nachleben
Jack Cade ist eine Figur im zweiten Teil von William Shakespeares Drama Heinrich VI. In einem Gespräch mit Cade sagt einer seiner Anhänger den bekannt gewordenen Satz: „The first thing we do, let’s kill all the lawyers“ (Lasst uns als erstes alle Anwälte umbringen).